# Antoni Czerwiński
Antoni Czerwiński (en russe : Антон Карлович Червинский; Anton Karlovitch Tchervinski), né le 8 octobre 1881 à Biłgoraj près de Lublin et mort le 26 janvier 1938 à Vladikavkaz, est un prêtre catholique soviétique d'origine polonaise martyr de la foi.

## Biographie
Antoni Czerwiński naît dans le gouvernement de Lublin dans la famille d'un artisan. Sa famille déménage, alors qu'il est enfant, en Crimée. Il entre au petit séminaire catholique de Saratov, puis au grand séminaire catholique de Saratov qui forme des prêtres pour la Russie méridionale. Il est envoyé ensuite à l'académie impériale de théologie de Saint-Pétersbourg, dont il sort avec une maîtrise de théologie. Il est ordonné prêtre le 2 avril 1905.
De 1906 à 1911, l'abbé Czerwiński sert comme vicaire à la procathédrale Saint-Clément de Saratov et travaille en même temps comme secrétaire de Mgr Joseph Aloysius Kessler, évêque de Tiraspol-Saratov. Il s'occupe également de l'asile de vieillards de l'orphelinat et de l'école paroissiale.
En 1911, il est envoyé comme administrateur, puis curé, de la paroisse catholique de l'Ascension à Vladikavkaz et inspecteur de l'école catholique secondaire pour filles et de l'école catholique secondaire pour garçons de la ville. Ses paroissiens sont alors au nombre de 2 500 et sont en majorité polonais ou lituaniens, mais il existe aussi des familles d'Allemands, d'Arméniens catholiques et quelques Italiens. Il enseigne également le catéchisme à l'école paroissiale. Il prend sa sœur Emilia comme intendante et économe. En 1917, il n'y a plus que 1 500 paroissiens à cause des mouvements dus à la guerre et des retours de Polonais au pays de leurs ancêtres. Leur nombre diminue encore après la fin de la guerre entre la Pologne et la Russie bolchévique en 1921 qui provoque leur départ.
Entretemps, les bolchéviques s'emparent de Saratov en 1918, et Mgr Kessler s'enfuit à Odessa. Il n'y a donc plus d'évêque pour diriger le diocèse et nombre d'églises des différentes confessions sont fermées par les nouvelles autorités. L'abbé Czerwiński poursuit son travail pastoral dans sa paroisse, ainsi que dans d'autres endroits dont les prêtres ont été déportés ou expulsés. 
En 1926, le bref apostolique Quo aptius de Pie XI réorganise l'ancien diocèse de Tiraspol dont dépendait Vladikavkaz et le partage en plusieurs territoires confiés chacun à un administrateur apostolique. C'est le P. Johann Roth, curé de Piatigorsk, qui est nommé pour la région du Caucase du Nord. L'abbé Czerwiński est le seul prêtre à demeurer dans la partie occidentale de ce territoire et consacre son temps à visiter la douzaine de communautés éloignées les unes des autres, au péril de sa vie à cause des procédures administratives nécessaires pour obtenir des laissez-passer. Il vit dans un appartement (le presbytère a été nationalisé) avec sa sœur, l'organiste et sa famille et accueille auprès de lui en 1936 l'abbé Blechman relégué en provenance d'Ukraine, interdit de séjour à Kiev. À cette époque les paroissiens ont peur de se rendre à l'église et la situation devient de plus en plus difficile.
Il est arrêté à Ordjonikidzé (nom à l'époque de Vladikavkaz) le 2 décembre 1936 au moment de la grande terreur stalinienne sur de fausses accusations d'avoir organisé des activités contre-révolutionnaires auprès de la population d'origine polonaise. L'église est fermée et transformée plus tard en station de radio (elle sera démolie en 2007). Quant au curé, il est accusé le 15 décembre 1936 d'espionnage (art. 6), de complot terroriste (art. 8), de propagande visant à affaiblir le pouvoir soviétique (art. 10), etc. Il est condamné à mort en novembre 1937, ainsi que l'abbé Roth, et fusillé le 26 janvier 1938. 
Il a été réhabilité post mortem en 1958. Les demandes de procès en béatification ont commencé en 2003.
Il laisse le souvenir d'un bon prêtre attentif à ses paroissiens et prenant selon ses déclarations « sa part de la Croix du Christ ». Il s'est occupé inlassablement d'orphelins et de familles dans le besoin pendant la guerre civile et la période stalinienne.